# Postelein

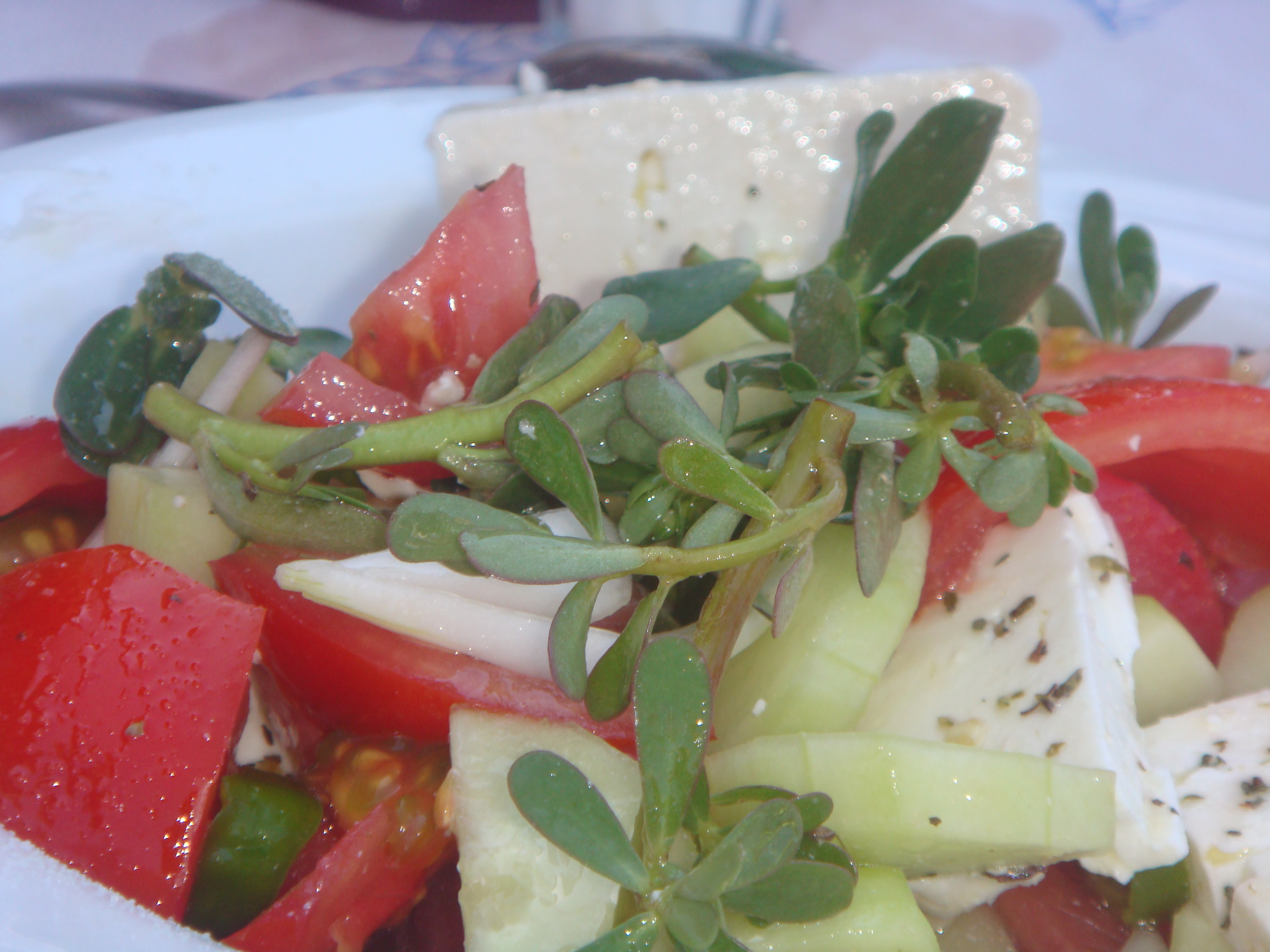
Salade met postelein

Postelein (Portulaca oleracea, synoniem: Portulaca sativa) is een eenjarige plant, die behoort tot de posteleinfamilie (Portulacaceae). De soort komt van nature voor in India en het Midden-Oosten. De opgaande vorm van postelein wordt in Azië, Suriname, Griekenland, België en Nederland gebruikt als groente. In Iran wordt de groente al meer dan 2000 jaar gegeten. Ook bestaan er cultivars met grote bloemen voor de siertuin.

## Kenmerken
Postelein (vroeger ook wel: "porcelein") wordt 5-50 cm hoog en heeft verspreid staande, vlezige bladeren. De wilde postelein heeft liggende, gladde, roodachtige stengels en de gekweekte opgaande. Postelein vormt een penwortel. De plant bloeit in Nederland in het wild van juni tot de herfst met gele 1,2 cm grote bloemen. De plant bloeit 's morgens slechts enkele uren. De vrucht is een veelzadige doosvrucht die met een dekseltje openspringt. De zwarte zaden zijn eetbaar.

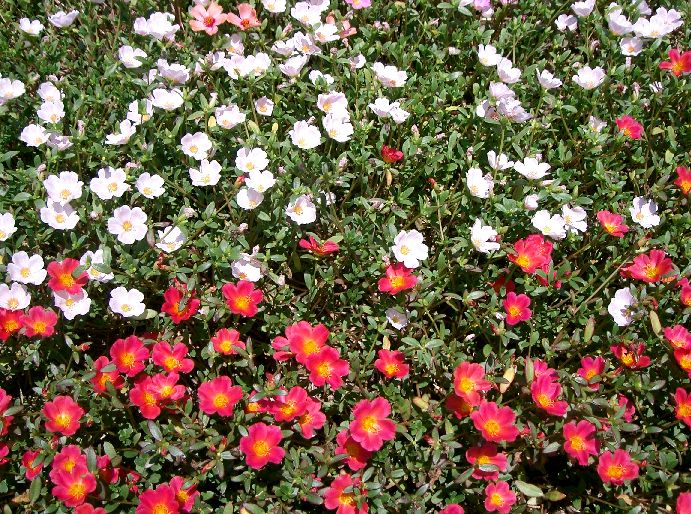
Twee rassen bloeiende postelein

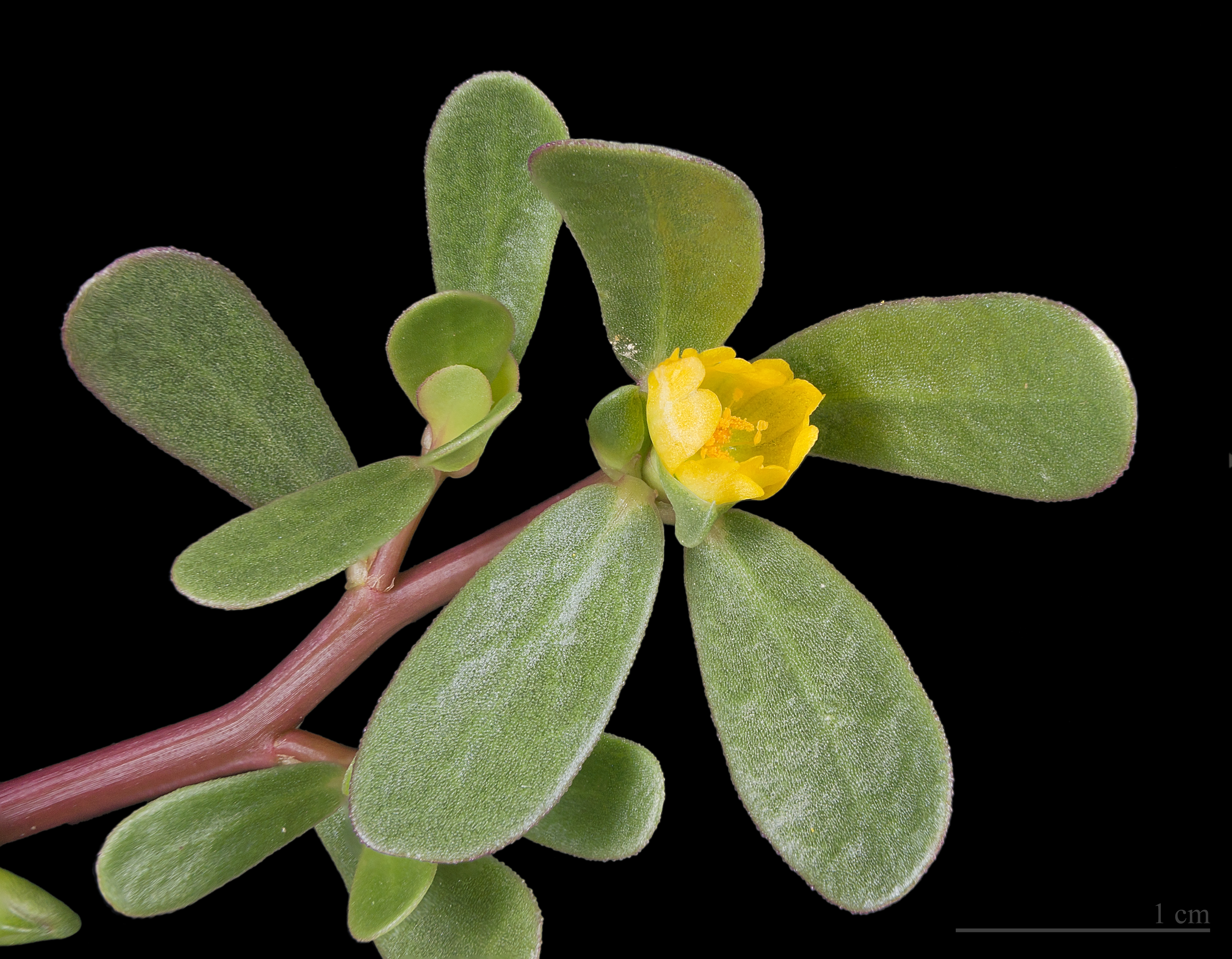
Portulaca oleracea

De plant komt voor op voedselrijke grond in tuinen, tussen stenen en aan rivieroevers.

## Groente
Postelein (ook wel "slinger om de smoel") heeft een licht zure en zoute smaak en kan zowel gekookt als vers gegeten worden.
Postelein vraagt veel warmte en wordt daarom meestal onder glas geteeld. De grondtemperatuur moet ongeveer 20 °C zijn en de temperatuur overdag ten minste 20 °C en 's nachts ten minste 15 °C. In Nederland bedraagt het jaarlijkse areaal ongeveer 30 ha. Teelt in de zomer buiten is in een beschutte tuin ook mogelijk. Onder glas wordt vanaf eind februari tot half augustus gezaaid en afgedekt met plastic folie. Er wordt ongeveer 5-7 g zaad per m² gebruikt. Direct na het zaaien moet de grond natgemaakt worden. Na een paar dagen moet het plastic weer verwijderd worden. De oogst kan drie tot vijf weken na het zaaien beginnen en bedraagt 4-6 kg/m². In de volle grond kan vanaf eind mei gezaaid worden. De planten zijn echter minder mals dan bij de teelt onder glas.
Postelein is een echte zomergroente en is over het algemeen verkrijgbaar van mei tot en met september. Het is ook een vrij tere groente die tegenwoordig bij de meeste supermarkten om vroegtijdig inslinken te voorkomen voorverpakt wordt in plastic bakken van 400 of 500 gram met een plastic omhulsel.

### Rassen
Er zijn twee rassen beschikbaar. Een groenbladig en een geelbladig ras, kortweg 'Groene' en 'Goudgele' of 'Aurea' genoemd. Het geelbladige ras is malser, maar gevoeliger voor smeul (wegrotten van de jonge stengeltjes) veroorzaakt door grauwe schimmel. Soms kan ook bladvlekkenziekte (Dichotomophthora portulacae) optreden. Omdat het zaad van het groene ras veel goedkoper is, wordt praktisch alleen dit ras gebruikt.

### Inhoudsstoffen[bron?]
Postelein bevat van de bladgroenten de meeste omega 3-vetzuren. Ook komen slijmstoffen in postelein voor. De voedingswaarde van 100 gram verse postelein is:
| Energetische waarde | 42 kJ    |
| Koolhydraten        | 1 gram   |
| Eiwit               | 1 gram   |
| Vet                 | 0,2 gram |
| Vitamine C          | 20 mg    |
| Caroteen            | 1,70 mg  |
| Vitamine B1         | 0,06 mg  |
| Vitamine B2         | 0,04 mg  |
| Calcium             | 130 mg   |
| IJzer               | 3 mg     |

## Vroegere medicinale toepassingen en huidig onderzoek
Volgens de oude Grieken had postelein een medicinale werking. In het oude Griekenland was het een populair medicijn. Ze gebruikten het bij verstopping en ontstekingen van de urinewegen.
Daarnaast dacht men dat het een koortsverlagende werking had en verlichting bood bij brandend maagzuur. Tabernaemontanus (Jacob Dietrich Theodorus von Bergzabern (1520-1590)) beval in zijn Nieuwe Kruidboek (Neuw Kreuter Buch) van 1588 postelein aan bij brandend maagzuur en dacht ook dat posteleinsap in de mond losse tanden weer vast kon zetten. Ook werd posteleinsap en aftreksel van de zaden tegen darmparasieten gebruikt.
In de oudheid adviseerde Plinius de Oudere de plant als een amulet te dragen als afweer tegen duivels. (Naturalis Historia 20.120).
Modern onderzoek wijst mogelijk op een toepassing bij diabetes type 2.
Let op bij het gebruik van planten als medicijn. Raadpleeg altijd een arts.